# Molles de Wariwillka
Los molles de Wariwillka, considerados como árboles sagrados por los antiguos wankas de acuerdo a un escrito de Cieza de León del siglo XVI,son árboles centenarios de la especie Schinus molle ubicados en el Santuario Arqueológico de Wariwillka en el anexo de Huari, distrito de Huancán, provincia de Huancayo, departamento de Junín, en Perú.
Son considerados como árboles patrimoniales desde el año 2023.

## Descripción
Estos árboles son considerados elementos sagrados dado su ubicación. Wariwillka es considerado un santuario adoratorio o considerada como su Pacarina o lugar de origen de la nación wanka, se estima que su construcción data desde el Horizonte Medio (900 - 1100 d. C.). Así mismo, según refieren los ancianos, los árboles de molle representa una mítica pareja de dioses, por lo que consideran que un molle es macho y otro hembra.
Son únicos por su majestuosidad, no se sabe con exactitud las edad de los mismos, pero se estima que superan los 470 años, ello considerando que es mencionado por el cronista español Pedro Cieza de León en el año 1549.
Fueron reconocidos como árboles patrimoniales por contar con dimensiones destacables en relación a la mayoría de ejemplares de su misma especie en el entorno cercano, además están vinculados con acontecimientos importantes de interés social y cultural de la nación Wanka y constituye una especie nativa y representativa de los Andes Centrales.

## Historia
Según las crónicas dejadas por Garcilaso de la Vega y Pedro Cieza de León, en el Valle del Mantaro, existió el célebre templo o adoratorio de Huarihuilca, consagrada al Dios Ticcohuiracocha, divinidad principal de los huancas, en este mismo santuario veneraban al ídolo Huarihuilca. Pedro Cieza de León, que visitó describe: 

Antiguamente cabe la fuente ya dicha, edificaron un templo, a quien llamaban Guaribilca; yo lo ví; y junto a él estaba tres o cuatro árboles llamados molles, como grandes nogales. A estos tenían por sagrados, y junto a ellos estaba un asiento hecho para los señores que venían a sacrificar; de donde se bajaba por unas losas hasta llegar a un cercado, donde estaba la traza del templo. Había en la puerta puestos porteros que guardaban la entrada, y bajaba una escalera de piedra hasta la fuente ya dicha, a donde esta una gran muralla antigua, hecha en triángulo; de estos aposentos estaba un llano, donde dicen que solía estar el demonio, a quien adoraban; el cual hablaba con algunos de ellos en aquel lugar. (Cieza, 1550:(1973): Cap. LXXXIV: p. 203)

## Galería

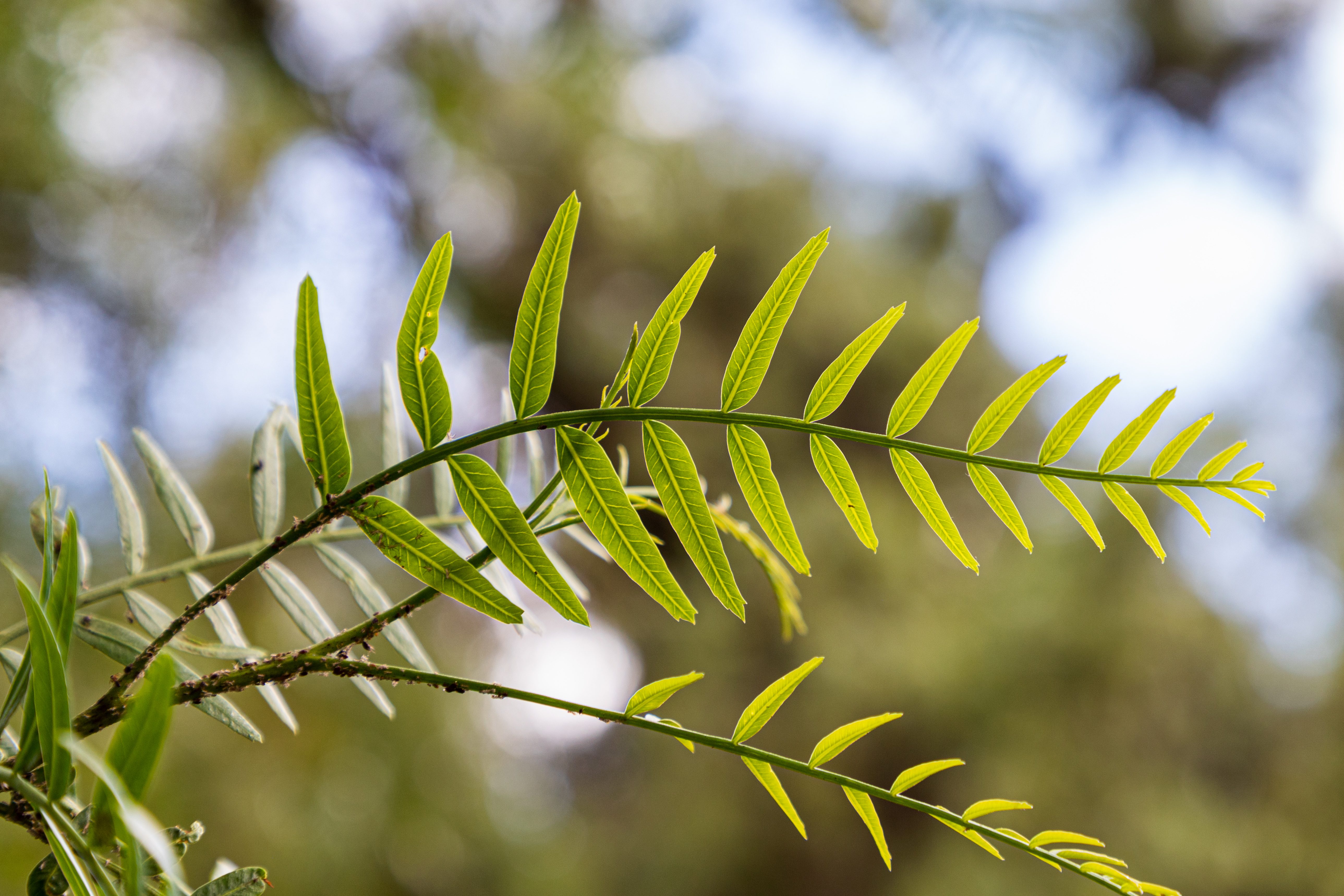
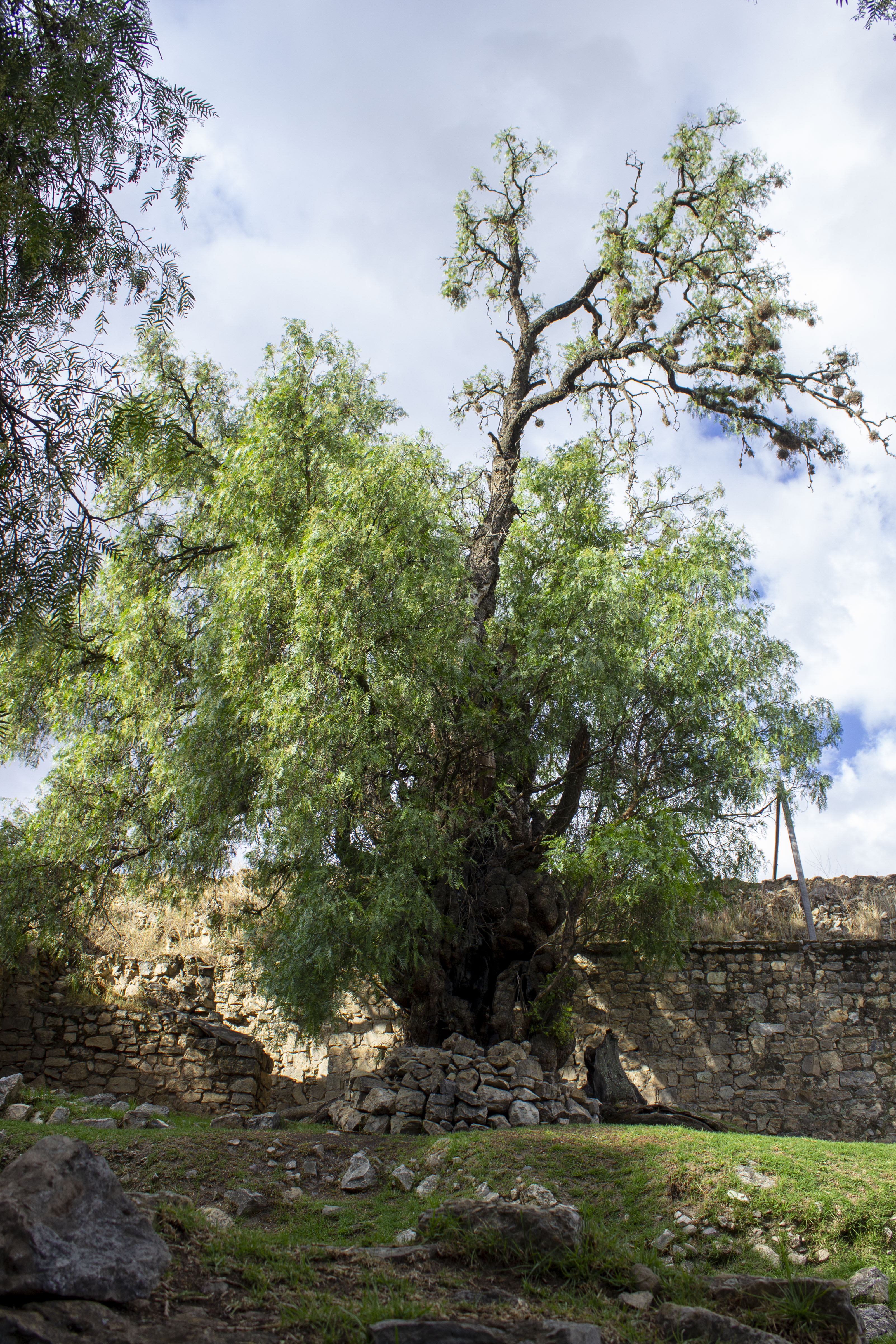
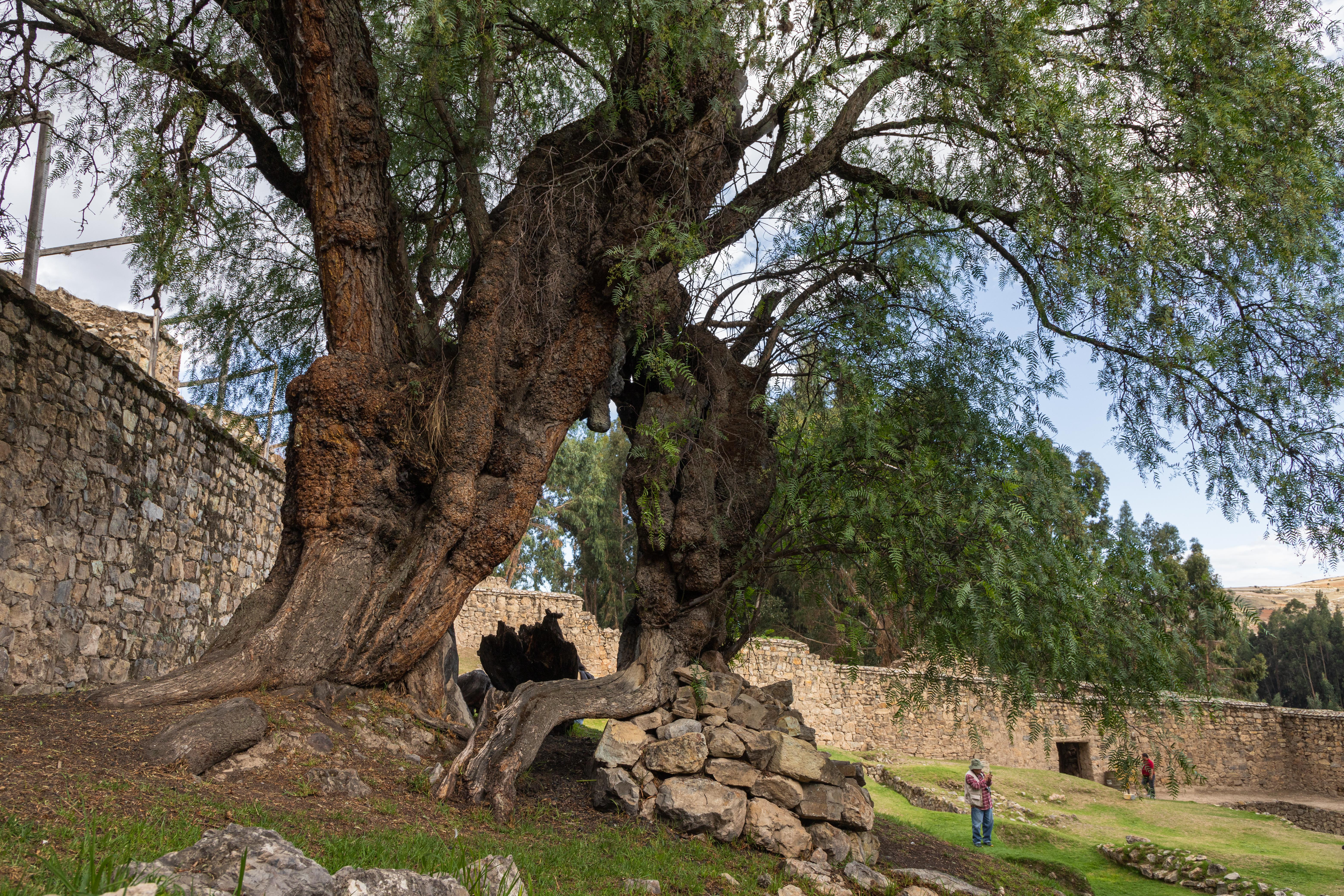
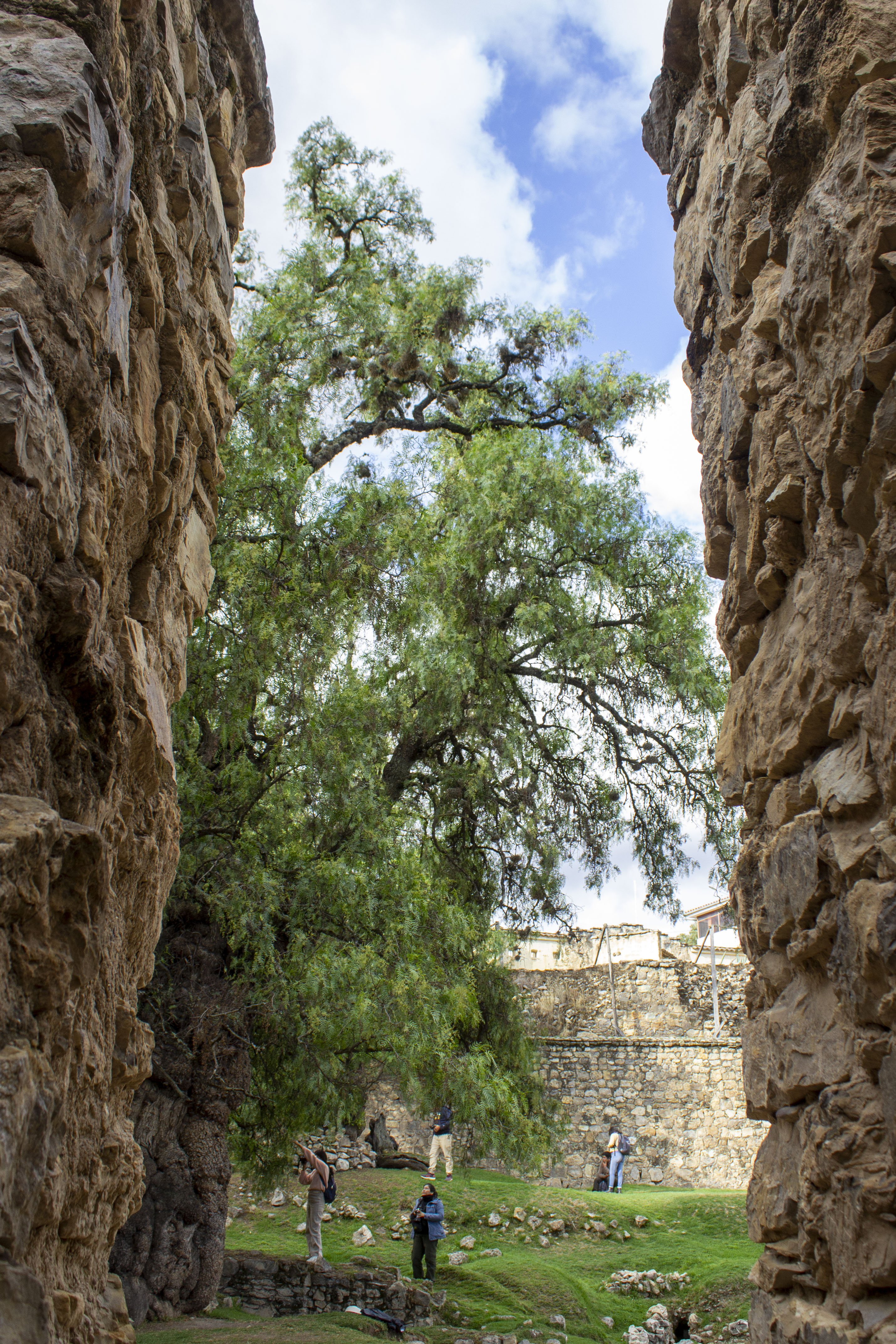
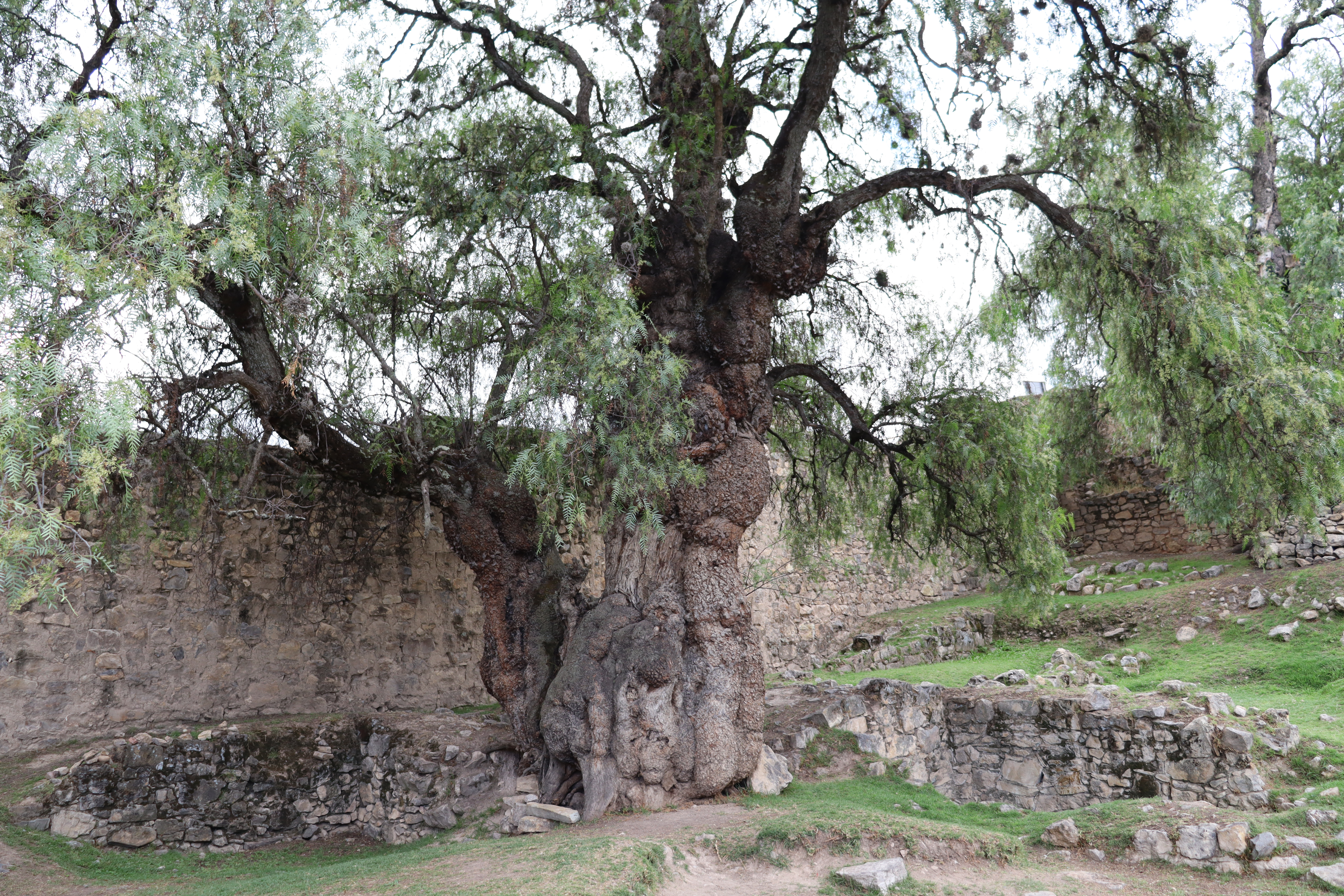